# اوبراپرسدورف
اوبراپرسدورف (به آلمانی: Oberappersdorf) یک منطقهٔ مسکونی در آلمان است که در تسولینگ واقع شده‌است. اوبراپرسدورف ۵۵۴ نفر جمعیت دارد.